# ノスタルジック (お笑い)
ノスタルジックは、かつて吉本興業に所属していたお笑いコンビ。2005年結成、2007年2月26日解散。

## メンバー
- 倉島 尚則（くらしま なおのり、1981年9月29日 - ）：東京都出身。ボケ担当。
- 前島 知也（まえじま ともや、1981年11月9日 - ）：千葉県出身。ツッコミ担当。

## 概要
- 東京NSC10期生。2005年に結成。同期にはオリエンタルラジオがいる。
- 2006年6月5日の「ヨシモト∞」の「ホシ☆ツボ企画ネタオーディション」で評価を重ね（星を10個獲得）、渋谷駅前の街頭ビジョンでネタを披露する権利とルミネtheよしもと「5じ6じ」の出場権を得た。
  - 「ホシツボ」では前島が得意の川柳を披露することもあった。内容はかなり切なさに溢れたもの。
- 2006年9月17日放送の「やりすぎコージー・土曜婦人」では千原ジュニアのツボ芸人として登場した。
  - 今田耕司からは「顔もノスタルジック」、東野幸治からは「可愛くやれば表情の使い方はバツグン」と評された。
- 2005年M-1グランプリ2回戦進出。
- 2006年M-1グランプリ2回戦進出。
- 2007年、倉島が体調不良となってしまい、前島が1人で「ホシツボ」に出演したことがあった。2月26日の「ヨシモト∞」にて解散が伝えられた。倉島は引退、前島はピン芸人「前島」としてラフィーネプロモーションに所属。

## ネタ
- 「作詞作曲した胸キュンの歌を沢山の花を乗せたカチューシャをつけて延々と歌うアイドル」（倉島）と「アイドルの歌に感動して更生・決心・感動して一言つぶやく人（主にスナイパー）」（前島）のコント。
  - 「かわいい表情がバツグン」「こんな表情をネタに入れないのはもったいない」「こんな表情ができるのは神からの使命」と思い、このネタを思いついたらしい。
  - 歌を含めてネタは20秒ほどだが「歌の完成度は高い」（ジュニア評）。
- 倉島が作詞作曲した歌は20曲近くに上り、吉本興業の携帯電話サイトから着うたとしてダウンロードができる。
  - 「ヨシモト∞」が2006年11月27日に1周年を迎えたときは「ヨシモト∞の歌」を披露した。こちらもダウンロードができる。

### 歌ネタ（一部）
♪の部分が歌で☆の文がそれに対するつぶやき。（つぶやきの間は「アイドル」は引き続き歌っているふりをしている）
- ♪テラスに注ぐ太陽とあなたの視線が眩しいの よそみをしてるふりをしてそっと右手を捕まえた ずっと二人でいたいのって…

☆お母さん、ボク、手術受けてみるよ!
- ♪大好きだって言われた ドキッとしたのごまかすつもりで シャララララララ…

☆母さん見てみろ。あんなにシャイだったクミコがこんなに大勢の人の前で歌ってるよ…。カンパイ!
- ♪そう見つめあうだけで二人の時間が止まりそう 過去の私も今のあなたも移ろう時に溶け合っている…

☆ダメだ、あんなキュートな子、撃てない…。

## 出演テレビ番組
- ヨシモト∞（ヨシモトファンダンゴTV）- 月曜日2部「ホシ☆ツボ企画ネタオーディション」
- 虎の門「ご自慢ベースボール」（2006年6月10日、テレビ朝日）
- 個人授業〜正しい和田アキ子の作り方〜（2007年3月1日、TBS）